# Diamante Gran Tabla
El Gran Tabla (en francés, Grand Table) es un diamante rosa excepcional en tamaño y color, examinado y descrito en 1642 por el aventurero francés Jean-Baptiste Tavernier durante uno de sus viajes a la India. Estaba entonces en manos de los comerciantes de diamantes de Golconda, pero Tavernier no pudo adquirirlo. Posteriormente se perdió.

## Características
Sigue siendo el diamante rosa más grande conocido hasta la fecha.
En 1965, los expertos en diamantes del Museo Real de Ontario encargados del estudio de los diamantes de las Joyas de la Corona Iraní postularon que dos de ellos, el Darya-ye Noor y el Noor-ul-Ain, provenían de dividir la Gran Tabla.

## Relato de Jean-Baptiste Tavernier
Fue durante su segundo viaje a Oriente (1638-1643) cuando el aventurero Jean-Baptiste Tavernier tuvo la oportunidad de observar la Gran Mesa. Partiendo en septiembre de 1638, inició su viaje desde Alepo hacia Persia, y desde allí a la India, llegando a Agra y Golconda. Sus visitas a la corte del Gran Mogol y a las minas de diamantes fueron el preludio de sus viajes posteriores, durante los cuales se presentó como un comerciante de alto rango, comerciando con joyas costosas y otros bienes preciosos, y encontrando a sus principales clientes entre los más grandes príncipes de Oriente.
A partir de la década de 1670, Tavernier se dedicó a publicar los relatos de sus viajes. Fue en sus "Seis viajes que hizo a Turquía, Persia e India", editados a partir de 1676, donde Tavernier mostraba, en un capítulo sobre los diamantes más grandes y hermosos que el autor ha visto en Europa y Asia, un dibujo y su descripción del diamante rosa:

Es una piedra que pesa 176 y 1/8 mangelines, que son 242 5/16 de nuestros quilates. El mangelin, como he dicho, es el peso usado en los reinos de Golconda y de Visapur, y equivale a 1 3/8 de nuestros quilates. Estando en Golconda en el año 1642 me mostraron esta piedra, y es el diamante más grande que he visto en la India en manos de comerciantes. Su dueño me permitió hacerle un dibujo, que envié a Surat a dos de mis amigos, notificándoles de la belleza de la piedra y el precio, que era de 500 000 rupias, que son unas 750 000 libras de nuestra moneda. Recibí instrucciones de mis amigos, indicándome que en caso de que fuera una piedra limpia y de buena agua, ofrecer 400 000 rupias, pero no había manera de hacer un trato a ese precio. Sin embargo, creo que si hubiéramos llegado a 450 000 rupias podríamos haberla conseguido.
Jean-Baptiste Tavernier, Les six voyages de Jean Baptiste Tavernier.... qu'il a fait en Turquie, en Perse, et aux Indes, 1676-77.